# 利蒂亞附近什馬爾特諾市鎮
46°01′45″N 14°50′25″E / 46.02917°N 14.84028°E

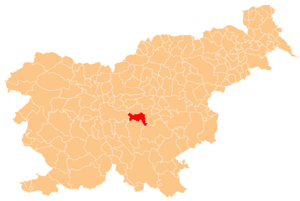

利蒂亞附近什馬爾特諾市鎮，是斯洛文尼亞中部的一個市镇，行政中心为利蒂亞附近什馬爾特諾。傳統上屬於下卡尼奧拉地區，面積95平方公里，2017年人口5,545，人口密度每平方公里58人。